# Michael Cavanaugh
Michael Cavanaugh (* 21. November 1942 in New York City) ist ein US-amerikanischer Schauspieler und Sänger.

## Leben
Cavanaugh wuchs als ältestes von neun Geschwistern in New York auf. Nach dem Abschluss der High School trat er für drei Jahre der United States Navy bei und war auf Hawaii stationiert.
Im Anschluss an seine Dienstzeit beim Militär sammelte Cavanaugh erste Schauspielerfahrung im Kindertheater. Sein Bühnendebüt hatte er in der Titelrolle einer Produktion von Pu der Bär.
Es folgten Rollen in Bühnenadaptionen von Einer flog über das Kuckucksnest, Der Kaufmann von Venedig oder Are You Now or Have You Ever Been. Als versierter Sänger übernahm Cavanaugh auch Gesangsrollen als Tenor in Musicals wie Oh! Calcutta! am Broadway, Carousel und 110 in the Shade.
Seit Mitte der 1970er Jahre ist Cavanaugh ebenfalls ein gefragter Film- und Fernsehdarsteller und wirkte in zahlreichen Fernsehserien und Filmen in Haupt- sowie Nebenrollen mit; oft porträtiert er dabei Polizisten, Agenten der Regierung, strenge militärische Charaktere, Anwälte, Richter oder Geschäftsmänner.
Cavanaugh wirkte in drei Clint-Eastwood-Filmen mit: 1976 in Der Unerbittliche, 1977 in Der Mann, der niemals aufgibt und 1980 in Mit Vollgas nach San Fernando. Bekannt wurde er auch für die Darstellung des Antagonisten im Chuck-Norris-Film Kalte Wut aus dem Jahr 1982.
In der Science-Fiction-Fernsehserie Der Mann vom anderen Stern verkörperte er 1986 den Sicherheitsagenten George Fox, dessen Jagd nach einem Außerirdischen zu dessen persönlicher Obsession wird. Die facettenreiche Darstellung der Figur trug wesentlich zum Erfolg der Serie bei.
Weitere wiederkehrende Rollen hatte er als Dennis Grassi in der kurzlebigen Krimiserie C-16: Spezialeinheit FBI, als Sheriff George Patterson in der Neuauflage der Vampirserie Dark Shadows, als Joseph O'Laughlin in der Echtzeit-Fernsehserie 24 und als Marcek in der Abenteuerserie Vanishing Son. Seit 2003 verkörpert er Richter Phelps in Schatten der Leidenschaft. Damit gehört Michael Cavanaugh, der Mitglied der Screen Actors Guild (SAG), der American Federation of Television and Radio Artists (AFTRA) und der US-amerikanischen Gewerkschaft der Schauspieler (AEA) ist, zu einem der produktivsten und vielseitigsten Charakterdarsteller.
Privat engagiert er sich in Anti-Drogen-Kampagnen, nimmt an Wohltätigkeitsveranstaltungen teil und unterstützt die Make A Wish-Stiftung, die todkranken Kindern Wünsche erfüllt.

## Filmografie (Auswahl)

### Film
- 1976: Der Unerbittliche
- 1982: Comeback
- 1999: Das Geisterschloss
- 2002: Roter Drache
- 2002: Collateral Damage – Zeit der Vergeltung
- 2003: Das Geheimnis von Green Lake

### Fernsehen
- 1973: Einsatz in Manhattan
- 1977: CHiPs
- 1978: Dallas
- 1978: Vegas
- 1981: Cagney & Lacey
- 1982: TJ Hooker
- 1983, 1984: The A-Team
- 1984: Hunter (Fernsehserie, Folge 1x01+02: Gnadenlose Jagd (Pilotfilm))
- 1985: Ein Engel auf Erden (Nachsitzen für's Leben) Highway to Heaven (as diffcult as ABC)
- 1985: Unglaubliche Geschichten
- 1985: MacGyver
- 1986: Airwolf
- 1986: Der Mann vom anderen Stern (Starman)
- 1986: Matlock
- 1986: L.A. Law – Staranwälte, Tricks, Prozesse
- 1986: Unser Haus (Our House)
- 1987: Raumschiff Enterprise: Das nächste Jahrhundert
- 1991: Dark Shadows
- 1993: Akte X – Die unheimlichen Fälle des FBI
- 1993: New York Cops – NYPD Blue
- 1993: Dr. Quinn – Ärztin aus Leidenschaft
- 1994: Emergency Room – Die Notaufnahme
- 1996: In einsamer Mission
- 1997: Practice – Die Anwälte
- 1998: Jenseits der Träume
- 1999: The West Wing – Im Zentrum der Macht
- 2000: Escape Under Pressure
- 2002: Monk
- 2003–2011: Schatten der Leidenschaft
- 2005: Bones – Die Knochenjägerin
- 2006: Shark

## Theater
- We Are Family (Odyssey Theatre, Los Angeles)
- All My Sons (Odyssey Theatre, Los Angeles)
- Are You Now Or Have You Ever Been (Odyssey Theatre, Los Angeles)
- Einer flog über das Kuckucksnest (Boston, San Francisco)
- Oh! Calcutta! (Broadway, New York City)
- Der Kaufmann von Venedig (ACT, San Francisco)
- Hadrian VII (ACT, San Francisco)
- Die Zeit Deines Lebens (ACT, San Francisco)
- Die Taverne (ACT, San Francisco)